# 盧基烏斯·塔奎尼烏斯·科拉提努斯
盧基烏斯·塔奎尼烏斯·科拉提努斯（Lucius Tarquinius Collatinus）是羅馬塔奎尼亞氏族的成員，他的父親阿倫斯·塔奎尼烏斯是國王盧修斯·塔克文·布里斯克斯的姪子。

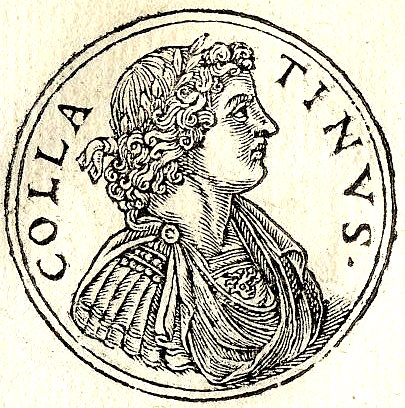
盧基烏斯·塔奎尼烏斯·科拉提努斯

科拉提努斯娶了盧克麗霞。根據傳說，當他一天外出時，國王蘇佩布之子塔克文強暴了盧克麗霞；事後盧克麗霞將此事告訴父親與科拉提努斯，隨後用一支匕首自盡。憤怒的科拉提努斯把消息散佈給羅馬民眾，聯合盧修斯·尤尼烏斯·布魯圖斯一同推翻了羅馬君主制。